# Bootleg
A bootleg elsősorban a rock és dzsesszzenében használatos kifejezés, a rajongói körökben terjedő felvételekre.
Általában a saját készítésű, nem hivatalos koncertfelvételeket értik alatta. Emellett használatos az elnevezés az olyan próbatermi vagy stúdiófelvételekre is, amelyek hivatalosan kiadatlanok maradtak, de valamilyen módon kikerülve mégis napvilágot láttak.
Mivel Magyarországon a szocialista rendszer idején az állami lemezkiadó (MHV) monopol helyzete miatt nehezebb volt az együtteseknek lemezhez jutniuk, a rajongók gyakran a koncerteken felvették saját „nagylemezüket”. Általában erre utal, ha a felvétel csak magukat a dalokat tartalmazza, kihagyva a konferanszokat.
Napjainkban a technikai fejlődés nyomán egyre gyakoribbak a kamerával készült videó-bootlegek (footage) is.
A bootleg-terjesztés egyik íratlan szabálya, hogy nem használható anyagi haszonszerzésre, ezért a felvételeket többnyire csereanyagként másolják. A tapasztalatok egyébként is azt mutatják, hogy a legszenvedélyesebb bootleg-gyűjtők éppen azok a rajongók, akiknek fontos az is, hogy kedvenc előadójuktól megvegyék az eredeti kiadványokat. A bootlegek az idő előrehaladtával egyre inkább hasznos források az adott előadó, illetve az akkori könnyűzene történetének megismeréséhez. A terjesztés íratlan szabályai közé tartozik még, hogy az anyagokat egészében kell másolni, vágás vagy kiegészítés nélkül; ezen kívül nem szabad minőségromlással járó formátumba (például mp3-ba) konvertálni, bár utóbbit napjainkban ritkábban tartják be.
Van példa arra is, hogy egy eredetileg bootleg-felvételt később az előadó jóváhagyásával hivatalosan is megjelentetnek (official bootleg).
Maga a bootleg szó csizmaszárat jelent és eredetileg alkohol illegális terjesztését értették alatta (a csizmaszárban elrejtett üvegek után).

## Bootleg az elektronikus zenében
Az elektronikus zenében a bootleg kifejezés általában egy zeneszám nem hivatalos remixére utal.  Ezek a feldolgozások az előadó és a kiadó megkerülésével, egy kész számból keverve készülnek.
Szintén utalhat olyan felvételekre, remixekre, amelyek egyes előadások során elhangoztak, vagy éppen kiadatlanul elkészültek, és utólag a nyilvánosság elé kerültek valamilyen úton.
Viszonylag ritkán, ám előfordulhat, hogy ezek a bootlegek végül kiadásra kerülnek.